# Kids in Love (album)
Kids in Love è il secondo album in studio del disc jockey e produttore discografico norvegese Kygo, pubblicato il 3 novembre 2017.

## Tracce
1. Never Let You Go - 3:52 (feat. Parson James)
2. Sunrise - 3:34 (feat. Jason Walker)
3. Riding Shotgun - 3:18 (feat. Bonnie McKee)
4. Stranger Things - 3:41 (feat. OneRepublic)
5. With You - 3:30 (feat. Wrabel)
6. Kids in Love - 4:23 (feat. The Night Game)
7. Permanent - 3:48 (feat. JHart)
8. I See You - 3:48 (feat.[Billy Raffoul)